# Îles Tuamotu
Les îles Tuamotu, aussi connues sous l'expression toponymique archipel des Tuamotu ou juste Les Tuamotu, en graphie française les Touamatou constituent un archipel de 76 atolls situé dans le Nord-Ouest de l'océan Pacifique Sud et faisant partie de la Polynésie française. Ce vaste ensemble insulaire très dispersé (allant de Mataiva au nord-ouest à Marutea (Sud) au sud-est) s'étend sur une longueur de 1 762 km selon une direction allant de l'ouest-nord-ouest vers l'est-sud-est.
L'archipel des Tuamotu se trouve entre les îles Marquises au nord, les îles australes au sud, les îles Gambier à l'est et l'archipel de la société à l'ouest.
Les îles dépendent administrativement de la subdivision Tuamotu-Gambier.
C'est dans la partie orientale de l'archipel des Tuamotu qu'ont eu lieu 193 essais nucléaires français de 1966 à 1996 (à Fangataufa et à Moruroa).
Tuamotu signifie en tahitien « les îles au large », l'archipel se trouvant à l'est de Tahiti. Les habitants des Tuamotu sont les Pa'umotu, mot qui désigne également leur langue. L'archipel était appelé aussi îles Pomotou et îles Basses ou encore Archipel Dangereux,.

## Histoire

### Peuplement polynésien
Le peuplement des Tuamotu, consécutif à celui de la Polynésie par des populations austranésiennes installées aux Fidji vers -1500, s'est le plus probablement déroulé à partir de 300 de notre ère en provenance de l'archipel de la Société, dont les îles ont servi de base de dispersion dans les siècles qui ont suivi aux populations de navigateurs s'aventurant, d'atoll en atoll, vers l'est et s'établissant là où les conditions de vie étaient favorables, avant d'essaimer à nouveau. Le peuplement polynésien de l'essentiel de l'archipel des Tuamotu aurait été réalisé entre l'an 300 et l'an 1100.

### Découverte par les Européens

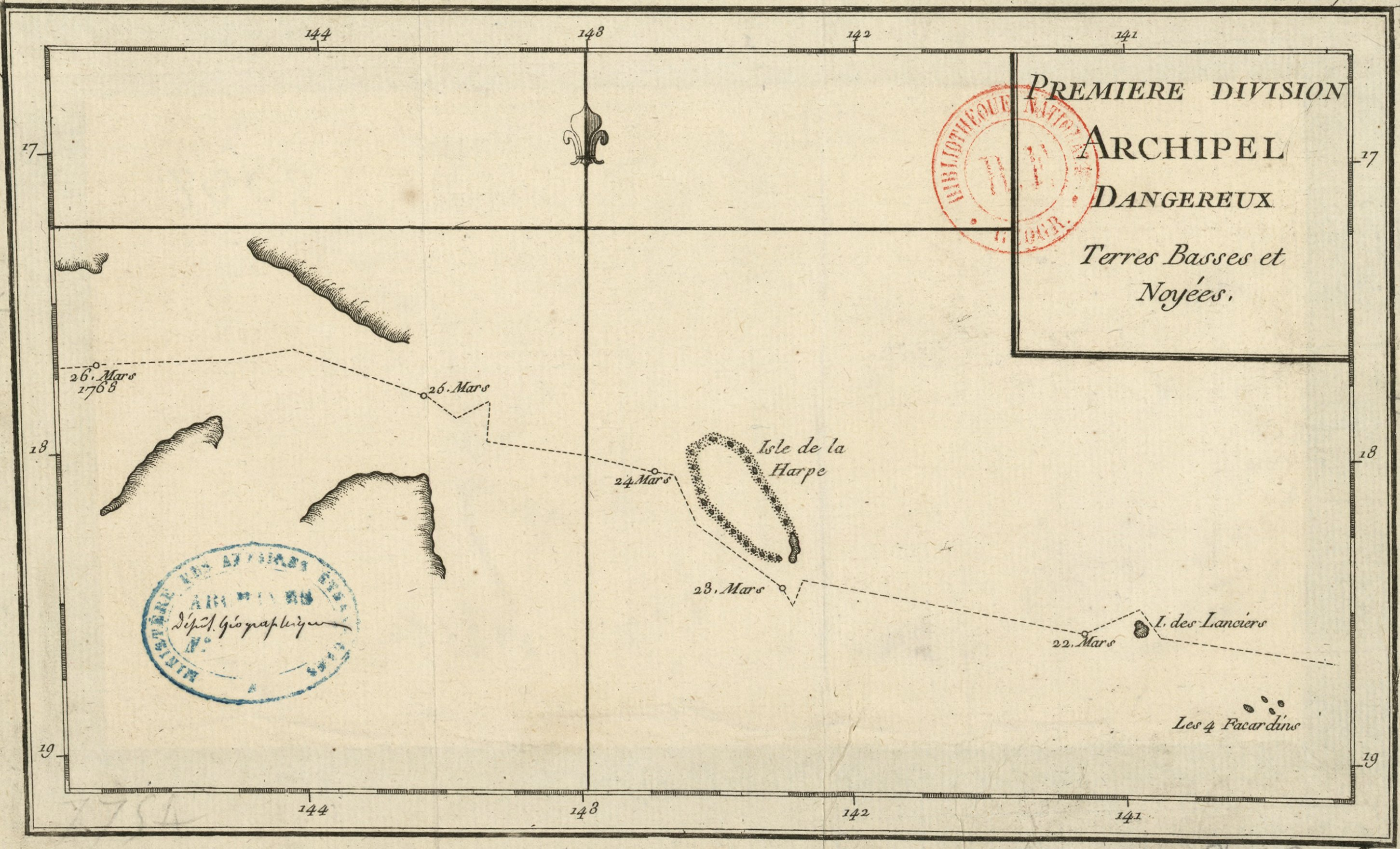
Première carte des Tuamotu publiée en 1768 par Bougainville lors de son passage mars 1768. Apparaissent Les Quatre Facardins (actuel Vahitahi), l'île des Lanciers (actuel Akiaki) et l'île de la Harpe (actuel Hao).

Le 24 janvier 1521, Fernand de Magellan découvre San Pablo, une des deux îles Infortunées qu'évoque Antonio Pigafetta, selon toute vraisemblance Puka Puka, premier atoll du Pacifique à être découvert par les Européens. John Byron y passe en 1765 et en 1768, Louis Antoine de Bougainville s’aventure au sein de l'archipel sur sa route pour Tahiti, mais il faudra encore de nombreuses années avant que les Européens ne terminent l’exploration de ce groupe d'îles : le dernier atoll découvert fut Ahe, le 6 septembre 1839 par Charles Wilkes.

### Période moderne
Ces atolls passent sous protectorat français en 1844. Ils figurent sous plusieurs noms : « Touamotou » (graphie française), « Pōmotu », « Pau Motu » (pau : « soumises » et motu : « îles ») en raison de leur conquête historique par les Tahitiens, et Tuamotu signifiant « îles Lointaines », nom que les députés de l'archipel à l'assemblée de Papeete font valoir entre 1850 et 1851, et qui est finalement entériné par le protectorat français en 1852. Elles sont définitivement annexées par la France en 1880.

## Géographie
Situé entre le 134° et 150° de longitude ouest et 14° et 24° de latitude sud, l'archipel mesure 1 762 km de long et en moyenne 340 km de large. Il couvre une superficie de 800 000 km2. En 2007, l'archipel était peuplé de 15 510 habitants.

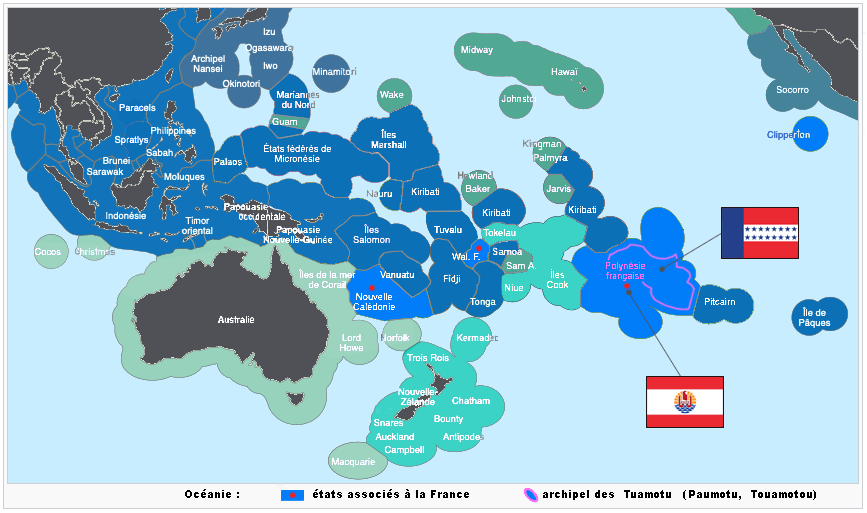
Position des îles Tuamotu-Gambier en Polynésie française et en Océanie.

### Atolls et îles
Certains atolls (eux-mêmes souvent composés de plusieurs îles émergentes et ilots, récifs ou bancs) et îles isolées sont groupés géographiquement, et forment des groupes et sous-groupes. Les principaux atolls sont Anaa, Fakarava, Hao, Makemo, Manihi, Rangiroa, Tikehau et Mataiva.
Sauf mention contraire, les noms cités dans les listes ci-dessous désignent des atolls et donnent souvent leur nom à leur île principale (et non des îles isolées ou des îles secondaires des atolls auxquelles elles se rattachent géologiquement).

#### Groupe Actéon
- Matureivavao
- Tenararo
- Tenarunga
- Vahanga

#### Îles Deux Groupes
- Marokau
- Ravahere

#### Îles du Désappointement
- Napuka
- Puka Puka
- Tepoto Nord (atoll comblé)

#### Îles du Duc de Gloucester
- Anuanuraro
- Anuanurunga
- Hereheretue
- Nukutepipi

#### Îles du Roi Georges
- Ahe
- Manihi
- Takapoto
- Takaroa
- Tikei (atoll comblé isolé)

#### Îles Palliser
- Apataki
- Aratika
- Arutua
- Fakarava
- Kaukura
- Mataiva
- Rangiroa
- Makatea (atoll comblé isolé)
- Tikehau
- Toau

#### Îles Raevski
- Hiti, ou Hiti-Mau-Rea
- Tepoto Sud, ou Ti Poto
- Tuanake, ou Mata-Rua-Puna

#### Autres atolls isolés des Tuamotu
- Ahunui
- Akiaki (atoll comblé)
- Amanu
- Anaa
- Faaite
- Fakahina
- Fangatau
- Fangataufa
- Hao
- Haraiki
- Hikueru
- Katiu
- Kauehi
- Makemo
- Manuhangi
- Maria (proche du Groupe Actéon)
- Marutea Nord
- Marutea Sud (proche du Groupe Actéon)
- Morane
- Moruroa
- Motutunga
- Nengo Nengo
- Niau
- Nihiru
- Nukutavake (atoll comblé)
- Paraoa
- Pinaki
- Puka Puka
- Pukarua
- Raraka
- Raroia
- Rekareka
- Reao
- Reitoru
- Taenga
- Tahanea
- Taiaro
- Takume
- Tatakoto
- Tauere
- Tekokota
- Tematagi
- Tureia
- Vahitahi
- Vairaatea
- Vanavana

#### Îles Gambier
Les îles Gambier sont désignées souvent comme un archipel séparé de celui des Tuamotu. Il s'agit en fait de deux atolls proches (ainsi qu'un atoll submergé en faible profondeur formant des récifs dangereux pour la navigation), formant la partie sud-est habitée de la commune de Gambier (qui comprend aussi plusieurs atolls inhabités au sud-est des Tuamotu, listés dans la section précédente) :
- Atoll de Gambier, qui comprend au centre du lagon (en dehors des motus de la couronne récifale) plusieurs îles hautes (et plusieurs îlots rocheux rattachés) dont :
  - Mangareva
  - Akamaru
  - Agakauitai (inhabité)
  - Aukena
  - Kamaka
  - Makaroa (inhabité)
  - Manui (inhabité)
  - Taravai
- Atoll de Temoe (au sud-est de l'atoll de Gambier et souvent rattaché géographiquement à lui, les eaux territoriales des deux atolls sont limitrophes)

Ces deux atolls sont rattachés avec les îles Tuamotu dans la subdivision administrative des Tuamotu-Gambier.

### Géologie
Toutes les îles des Tuamotu (sauf Makatea et Tikei qui cependant se sont formées à l’origine de cette façon) sont formées d'un étroit banc de sable (partiellement émergé) recouvrant une double barrière de corail formée sur l’atoll d’un ancien volcan, dont le cratère central s’est effondré mais dont les pentes internes et externes ont vu naître les récifs coralliens. Ces anciens volcans se sont formés au-dessus des nombreux points chauds qui bordent les fractures tout autour de la profonde mais fine plaque tectonique du Pacifique Sud.
Parfois, seul le massif corallien interne (de formation plus récente) a pu émerger, protégé des courants océaniques par le massif corallien externe constamment battu par les flots, alors qu’entre les deux se sont accumulés les sables, pris à ces massifs coralliens ou aux plus anciennes roches volcaniques. Progressivement, ces sables recouvrent le massif corallien interne dont le rayon va se réduire autour de la cheminée centrale de plus en plus abrupte alors que leur niveau s’élève, tandis que le massif corallien externe peut aussi voir son rayon se réduire par l’érosion des vagues amenant les sables (ou par la mort des coraux causée par l’acidification des eaux océaniques).
Souvent des passes maritimes se sont formées avec le lagon central, où peuvent subsister encore des bancs de sable ou îlots secondaires. Ces passes font souvent l’objet de puissants courants de marée (essentiels à la vie du lagon, d'une part pour les oxygéner, et d’autre part pour le fragile massif corallien intérieur, très sensible aux variations d'acidité des eaux) qui ne renouvellent cependant que partiellement les eaux (souvent profondes et acides) de l’ancienne cheminée volcanique au centre des plus grands lagons (même si subsistent aussi des fractures sous-marines plus profondes traversant les flancs externes de l’ancien cratère formé de roches volcaniques accumulées et spongieuses).
Il est même possible que le massif corallien interne ne puisse jamais parvenir à se développer si ces passes marines sont insuffisantes (ou si les émissions acides dans la cheminée effondrée remontent de façon trop importante) et le lagon ne peut subsister que si l’effondrement du volcan ne se poursuit pas avant que les flancs aient été renforcés par le massif corallien externe. De tels cas se produisent avec des atolls aujourd'hui complètement submergés presque en permanence (hormis quelques récifs) et dont ne subsistent que des bancs de sable peu profonds et instables, où parviennent difficilement à se fixer les coraux (condamnant alors l’ancien atoll à une érosion rapide et un effondrement en grande profondeur si rien ne vient les soulever par une reprise de la poussée volcanique).
Toutes les îles émergées des atolls forment aussi de précieux refuges pour de nombreux oiseaux (à cause des distances importantes qui les séparent) : elles ont ainsi vu s’accumuler des dépôts parfois importants de guano, très riches en phosphates (notamment à Makatea) qui basifient et élèvent les anciens sols acides (et mêlés des squelettes d‘autres espèces marines vivant sur les sols émergés ou dans le lagon).
En raison de la très faible altitude des terres émergées, elles sont facilement submergées partiellement par l’élévation temporaire du niveau marin (lors de tempêtes, cyclones tropicaux ou tsunamis d’origine tellurique), ce qui maintient une salinité importante des sols que ne submergent pas les marées, et qui peut raser certains bancs de sable ou agrandir ou déplacer les passes marines entre eux. De plus les ressources en eau douce (d’origine atmosphérique) y sont très rares car elles ne peuvent pas facilement être accumulées sur ces sols spongieux gorgés de sel.
Les anciens atolls de Makatea et Tikei (issus de volcans les plus anciens ou plus petits) ont vu leur lagon se combler (presque totalement pour Tikei) après l’élévation du corail et l’accumulation des sables puis des guanos (qui ont imperméabilisé certains sols et permis la conservation de quelques ressources en eau douce). Makatea a pu ainsi voir se développer une maigre (mais fragile) couche fertile au-dessus, couvrant presque toute l’île et propice à une vie aérienne plus dense et à l’accumulation de dépôts végétaux.
Les îles Gambier ont une origine géologique différente.

### Climat
Le climat est chaud sur l’ensemble des îles. La température moyenne est d’environ 26 °C, elle est relativement constante tout au long de l’année. Il n’y a ni source, ni rivière, ni lac ; la seule façon d’avoir de l’eau douce est de recueillir l’eau de pluie. La moyenne des précipitations est d’environ 1 400 mm an−1. Elles sont assez bien réparties dans l’année, les mois de septembre et octobre sont un peu plus pluvieux.

### Environnement
L'archipel constitue une écorégion terrestre dans la classification du Fonds mondial pour la nature sous le nom de « forêts humides tropicales des Tuamotu ». Elle appartient au biome des forêts de feuillus humides tropicales et subtropicales de l'écozone océanienne.
Le maigre sol des îles de corail ne favorise pas la diversité végétale et ne permet généralement qu’une agriculture de subsistance. Les cocotiers, à partir desquels est extrait le coprah, ont une grande importance économique pour ces îles. Sur certaines d’entre elles on cultive aussi la vanille. Les principales cultures sont l’igname, le taro et l’arbre à pain ainsi que d’autres fruits tropicaux.
La feuille du pandanus est traditionnellement utilisée pour faire des chapeaux et couvrir les toits des habitations (mais elle est de plus en plus remplacée par la tôle ondulée.) 
La faune est essentiellement composée d’oiseaux, d’insectes et de quelques reptiles. Il n’y a que 57 espèces d’oiseaux dont dix sont endémiques et treize sont menacées. En revanche les fonds marins sont d'une exceptionnelle richesse. Les lagons grouillent de vie ; plus de 400 espèces de poissons peuplent ces lieux magiques. Cette variété a fait des Tuamotu une des plus belles destinations du monde pour la plongée sous-marine. Les eaux cristallines permettent d'y cultiver les célèbres perles noires, rares et uniques au monde.

## Démographie
Au recensement de 2007, il y avait 15 510 habitants aux îles Tuamotu soit une densité de 18 hab/km². La population était de 14 876 en 2002 et 8 100 en 1983. En 2002, 769 habitants vivaient à moins de 400 kilomètres des îles Moruroa et Fangataufa (ancienne base d’essais nucléaires).

### Langues
La langue officielle de l'archipel est le français. Cependant, la langue des Tuamotu, le pa'umotu, est reconnue comme langue régionale de la République française. La langue mangarévienne est parlée aux îles Gambier, tandis qu’un dialecte marquisien est utilisé à Puka Puka[réf. souhaitée].

## Administration

Drapeau des Tuamotu

### Gouvernement
L'archipel est dirigé par une principauté depuis plus de 120 ans. On raconte qu'en 1892, le roi Rangiroa, en raison de la mauvaise entente qui régnait entre la population paumotu, a fui le territoire, sans avoir décidé de sa succession. Il était du devoir de son fils de se manifester pour reprendre le contrôle des terres polynésiennes, ce qu'il a fait.

### Communes
La division des Tuamotu-Gambier (au sein de la Polynésie française) se compose de seize communes couvrant la plus grande partie des atolls dans l'Archipel des Tuamotu et une commune couvrant les deux atolls récents des îles Gambier (ainsi que les quatre atolls du Groupe Actéon et les trois atolls isolés de Maria Est, Marutea Sud et Morane, tous situés au sud-est des Tuamotu). Ces communes prennent souvent leur nom de l’île principale des atolls qu’elles administrent, alors que de nombreux petits atolls sont aujourd’hui inhabités de façon permanente mais convertis en espaces naturels protégés :

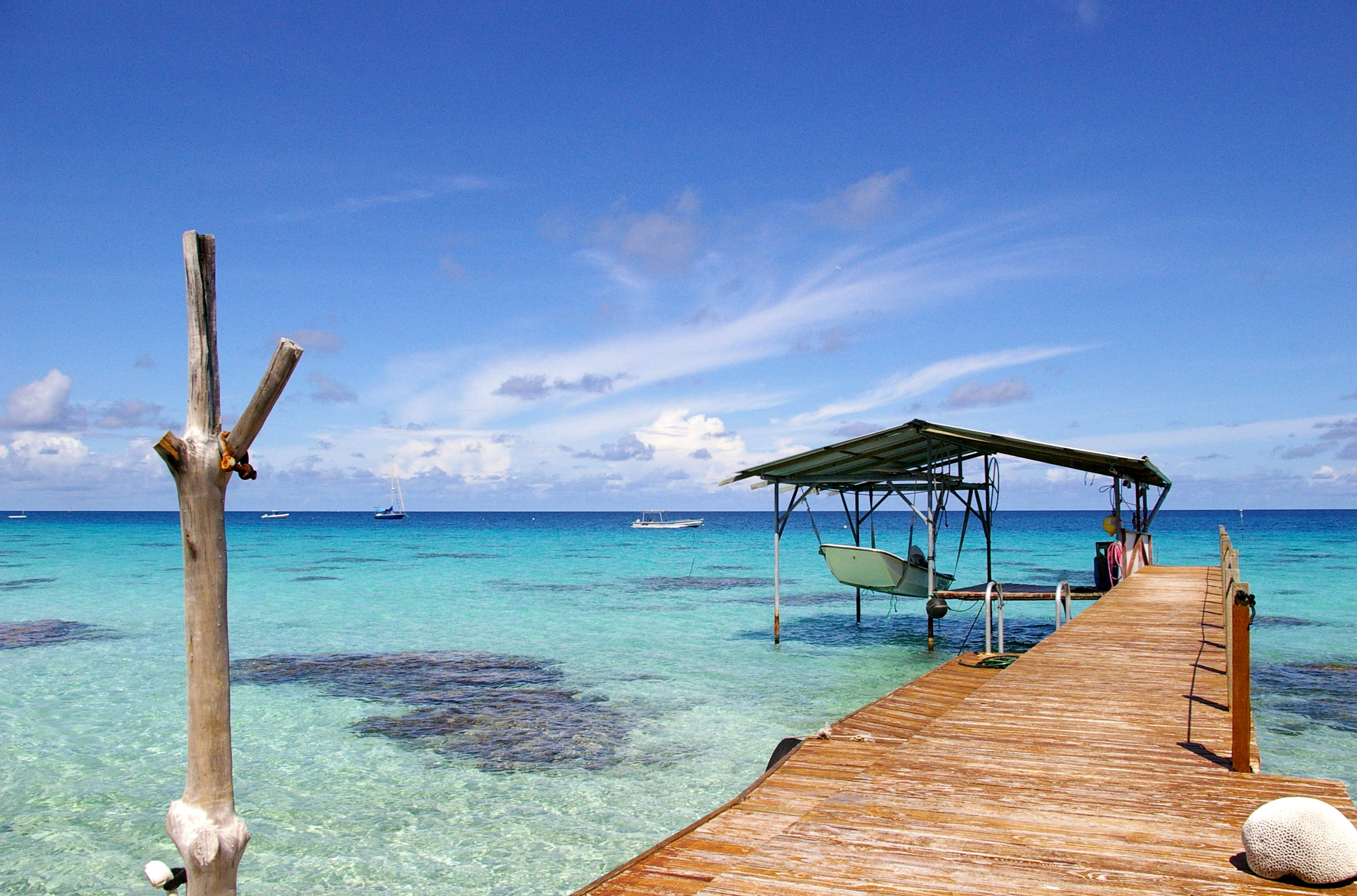
Vue du lagon intérieur de Fakarava depuis un ponton proche du village de Rotoava

| à l’ouest - Rangiroa - Takaroa - Manihi - Arutua - Fakarava | au centre - Anaa - Makemo - Hikueru - Hao | à l’est - Napuka - Puka Puka - Fangatau - Tatakoto - Nukutavake - Reao - Tureia | au sud - Tureia - Gambier |

### Divisions électorales
Les îles Tuamotu forment deux des six circonscriptions électorales de l’Assemblée de la Polynésie française. À l’est de l’archipel, la circonscription électorale des « îles Gambier et Tuamotu » compte la commune de Gambier et onze autres communes : Anaa, Fangatau, Hao, Hikueru, Makemo, Napuka, Nukutavake, Pukapuka, Reao, Tatakoto et Tureia. À l’ouest, la circonscription électorale des « îles Tuamotu ouest » compte cinq communes : Arutua, Fakarava, Manihi, Rangiroa et Takaroa.

## Économie
L'économie des Tuamotu repose sur le tourisme, la perliculture, la pêche et la culture du coprah. Le seul vignoble de Polynésie française se trouve à Rangiroa.